# Ecolocalizzazione
L'ecolocalizzazione, chiamata anche biosonar, è un sonar biologico usato da alcuni mammiferi quali pipistrelli (sebbene non da tutti), delfini ed altri odontoceti. Il termine è stato coniato da Donald Griffin nel 1944, che fu il primo a dimostrarne l'esistenza nei pipistrelli. Anche i guaciari, uccelli che vivono nelle grotte, utilizzano questo sistema.
Gli animali ecolocalizzatori emettono suoni nell'ambiente e ascoltano gli echi che rimbalzano da diversi oggetti. Gli echi sono usati per localizzare, identificare e stimare la distanza degli oggetti. L'ecolocalizzazione è usata anche per l'orientamento e la ricerca del cibo o la caccia in vari ambienti.

## Principi base

L'ecolocalizzazione funziona come un sonar, utilizzando suoni prodotti dagli animali stessi. La stima della distanza è ottenuta misurando il tempo trascorso tra l'emissione del suono da parte dell'animale e il ritorno degli echi dall'ambiente. Diversamente da alcuni sonar che hanno un raggio d'azione estremamente limitato, il biosonar agisce su molteplici ricevitori.
Gli animali ecolocalizzatori presentano due orecchi posizionati un po' separati. Gli echi di ritorno arrivano agli orecchi a tempi e intensità differenti, in base alla posizione dell'oggetto che li ha generati. Queste differenze sono usate dagli animali per percepire la direzione. Per mezzo dell'ecolocalizzazione, pipistrelli ed altri animali sono in grado di determinare non solo la direzione in cui stanno andando, ma anche quanto grandi sono altri animali, di che genere di animale si tratta ed altre caratteristiche.

## Ecolocalizzazione nei pipistrelli
I Microchirotteri utilizzano l'ecolocalizzazione per l'orientamento e la ricerca del cibo, spesso nella totale oscurità. Essi generalmente fuoriescono dai loro rifugi all'interno di grotte o soffitte al tramonto e cercano gli insetti durante la notte. L'uso dell'ecolocalizzazione permette loro di occupare una nicchia ecologica in cui spesso sono presenti molti insetti (che escono di notte quando vi sono pochi predatori), vi è poca competizione per il cibo e pochi animali che si nutrono di pipistrelli.
I microchirotteri producono ultrasuoni per mezzo della laringe ed emettono il suono dal naso o, più comunemente, dalla bocca aperta. L'intervallo di frequenza dei suoni prodotti dai pipistrelli va da 14000 a ben più di 100000 Hz, molto al di là della capacità dell'orecchio umano, che percepisce suoni con una frequenza che va da 20 a 20000 Hz.
Alcune specie di pipistrelli ecolocalizzano utilizzando uno specifico intervallo di frequenza che si adatta al loro ambiente e alle loro prede. Questo talvolta viene usato dai ricercatori per identificare i pipistrelli che volano in una data area semplicemente registrando i loro gridi con registratori di ultrasuoni chiamati bat detectors. Comunque i gridi non sono specie-specifici e alcuni gridi di pipistrelli diversi si sovrappongono, così le registrazioni non possono essere utilizzate per identificare tutti i pipistrelli.
Quando sono alla ricerca del cibo, i chirotteri producono circa 10-20 suoni al secondo. Durante la fase di ricerca del cibo, l'emissione del suono è accoppiata alla respirazione, che è a sua volta accoppiata al battito delle ali. È stato ipotizzato che questo accoppiamento consenta all'animale di conservare energia. Dopo aver localizzato una potenziale preda - per individuarne la posizione - i pipistrelli aumentano il numero di impulsi emessi, fino ad arrivare al terminal buzz (anche 200 segnali al secondo). Durante l'avvicinamento all'obiettivo, la durata dei suoni decresce gradualmente, così come la loro energia.

## Ecolocalizzazione negli odontoceti

Produzione, propagazione e ricezione del suono in un Odontoceto. In ciano i suoni in uscita, in verde quelli in entrata.

Gli Odontoceti usano il biosonar perché vivono in un habitat subacqueo che ha favorevoli caratteristiche acustiche e dove la visibilità è limitata a causa dell'assorbimento della luce e dalla torbidità dell'acqua.
Gli Odontoceti emettono un raggio focalizzato di click ad alta frequenza nella direzione in cui punta la loro testa. I suoni vengono generati dal passaggio di aria dalle ossa delle narici attraverso le labbra foniche. Questi suoni sono riflessi da un denso osso concavo del cranio e da una sacca aerea alla sua base. Il raggio focalizzato è modulato da un grande organo grasso chiamato "melone". Questo agisce come una lente acustica ed è costituito da lipidi di differenti densità.
Molti Odontoceti usano click in serie, o "treno di click" per l'ecolocalizzazione, mentre i capodogli (Physeter macrocephalus) possono produrre click singoli. I fischi degli Odontoceti non vengono usati per l'ecolocalizzazione. La differente velocità del treno di click genera i latrati, guaiti e ringhi del tursiope (Tursiops truncatus).
Le eco vengono ricevute in prima istanza dalla mandibola, da cui vengono trasmesse all'orecchio interno per mezzo di un corpo grasso. I suoni laterali vengono ricevuti da lobi che circondano gli orecchi e che hanno una densità acustica simile a quelle delle ossa. Alcuni ricercatori pensano che quando i Cetacei si avvicinano all'oggetto di loro interesse, si proteggono dagli echi più forti abbassando l'intensità dei suoni emessi. Si sa che questo avviene nei pipistrelli, dove viene anche ridotta la sensibilità dell'udito in prossimità dell'obiettivo.

## Ecolocalizzazione umana
Nell'ambito della ricerca per l'orientamento delle persone non vedenti, è stata sviluppata una tecnica di ecolocalizzazione basata sul rimbalzo nell'ambiente circostante di una serie di schiocchi di lingua o altri suoni ad alta frequenza. Dall'analisi uditiva, la velocità di ritorno del suono e la distorsione ricevuta, si riesce a percepire la presenza di un oggetto, la distanza e la sua consistenza. È una tecnica studiata già a partire dagli anni '50 che viene anche indicata col termine visione facciale .